# Lionello Massimelli
Lionello Massimelli (Rivarolo Mantovano, 27 febbraio 1952) è un ex calciatore italiano, di ruolo centrocampista.

## Carriera
Massimelli si mette in luce nel Varese. Esordisce in serie A nella stagione 1971-72 totalizzando solo 9 presenze ma destando ugualmente una buona impressione, confermata appieno l'anno dopo quando risulta tra i migliori del torneo cadetto 1972-73. Non tarda perciò a finire nel mirino dei club della massima serie.
Acquistato dal Bologna nel 1973-74 milita per 6 stagioni in rossoblu dimostrandosi centrocampista eclettico, di quantità. A seconda delle esigenze tattiche, può ricoprire indifferentemente i ruoli di mediano, interno e terzino fluidificante.
Conclusa l'esperienza sotto le due Torri, viene ceduto nel 1978-79 al Verona e dopo solo un anno passa al Taranto.
Svolge il Servizio Militare giocando nella Nazionale Militare Italiana, squadra molto competitiva che ha ottenuto risultati importanti a livello Internazionale come la qualificazione ai Campionati Mondiali giocati nella città di Hagen nell'anno 1975.
Partecipa ai Campionati del Mondo Over 35, giocati in Francia, dove l'Italia vince la medaglia d'argento.
Totale 134 presenze (104 in A, 28 in Coppa Italia, 2 in Coppa delle Coppe), 12 gol (7 in A, 5 in Coppa Italia).
Subisce una squalifica di tre anni a seguito dello Scandalo italiano del calcioscommesse del 1980, che si interrompe in anticipo grazie alla vittoria della Nazionale Italiana nei Mondiali del 1982. La carriera professionistica si conclude giocando per alcuni anni nella serie C.
È stato per molti anni Direttore Sportivo del San Lazzaro FC (conosciuto anche come Athletic Felsina) e collaboratore del Bologna F.C. .
Attualmente è in pensione e ha due figli Axel e Michael.

## Palmarès

### Club

#### Competizioni nazionali
- Coppa Italia: 1

Bologna: 1973-1974

## Fonti
- Guerin Sportivo
- Intrepido
- Dizionario del Calcio Italiano (AA.VV. – Baldini & Castoldi – 2000)